# Вильяр, Пауло
Пауло Сесар Вильяр Ньето (исп. Paulo César Villar Nieto; род. 28 июля 1978, Санта-Марта) — колумбийский легкоатлет, специалист по барьерному бегу. Выступал за сборную Колумбии по лёгкой атлетике в 1996—2013 годах, обладатель серебряной медали Панамериканских игр, двукратный серебряный призёр Игр Центральной Америки и Карибского бассейна, чемпион Южной Америки и Боливарианских игр, действующий рекордсмен страны в беге на 60 и 110 метров с барьерами, участник трёх летних Олимпийских игр.

## Биография
Пауло Вильяр родился 28 июля 1978 года в городе Санта-Марта департамента Магдалена.
Впервые заявил о себе в лёгкой атлетике на международном уровне в сезоне 1996 года, когда вошёл в состав колумбийской национальной сборной и выступил на юниорском южноамериканском первенстве в Букараманге, где в беге на 110 метров с барьерами стал серебряным призёром.
В 1997 году на первенстве Южной Америки среди юниоров в Сан-Карлосе выиграл серебряную и бронзовую медали в барьерном беге на 110 и 400 метров соответственно.
В 1999 году получил серебро на чемпионате Южной Америки в Боготе. Будучи студентом, представлял Колумбию в дисциплинах 110 и 400 метров с барьерами на Универсиаде в Пальме.
В 2001 году в беге на 110 метров с барьерами взял бронзу на южноамериканском чемпионате в Манаусе, выступил на чемпионате мира в Эдмонтоне, одержал победу на Боливарианских играх в Амбато.
В 2002 году выиграл иберо-американский чемпионат в Гватемале, финишировал вторым на Играх Центральной Америки и Карибского бассейна в Сан-Сальвадоре.
На чемпионате Южной Америки 2003 года в Баркисимето был четвёртым в барьерном беге на 110 метров и шестым в эстафете 4 × 100 метров. На Панамериканских играх в Санто-Доминго не смог пройти дальше предварительного квалификационного этапа.
В 2004 году занял четвёртое место на иберо-американском чемпионате в Уэльве. Благодаря череде удачных выступлений удостоился права защищать честь страны на летних Олимпийских играх в Афинах, где в беге на 110 метров с барьерами дошёл до стадии четвертьфиналов.
В 2005 году выиграл серебряную медаль на чемпионате Южной Америки в Кали, выступил на чемпионате мира в Хельсинки, тогда как на Боливарианских играх в Армении дважды поднимался на верхнюю ступень пьедестала почёта — был лучшим в барьерном беге на 110 и 400 метров.
В 2006 году финишировал седьмым на чемпионате мира в помещении в Москве, установив при этом ныне действующий национальный рекорд Колумбии в беге на 60 метров с барьерами — 7,61. Помимо этого, выиграл серебряную медаль на Играх Центральной Америки и Карибского бассейна в Картахене, получил золото и серебро на чемпионате Южной Америки в Тунхе — в беге на 110 метров с барьерами и в эстафете 4 × 100 метров соответственно.
В 2008 году дошёл до полуфинала на чемпионате мира в помещении в Валенсии, победил на иберо-американском чемпионате в Икике, стал серебряным призёром на чемпионате Центральной Америки и Карибского бассейна в Кали, остановился в полуфинале на Олимпийских играх в Пекине.
В 2009 году был лучшим на южноамериканском чемпионате в Лиме, дошёл до полуфинала на чемпионате мира в Берлине, победил в беге на 110 метров с барьерами и в эстафете 4 × 100 метров на Боливарианских играх в Сукре.
На чемпионате мира в помещении 2010 года в Дохе был дисквалифицирован за фальстарт, тогда как на Играх Центральной Америки и Карибского бассейна в Маягуэсе занял итоговое восьмое место.
В 2011 году взял бронзу на чемпионате Южной Америки в Буэнос-Айресе и на чемпионате Центральной Америки и Карибского бассейна в Маягуэсе, дошёл до полуфинала на чемпионате мира в Тэгу, с ныне действующим национальным рекордом Колумбии 13,27 завоевал серебряную медаль на Панамериканских играх в Гвадалахаре — здесь его превзошёл только титулованный кубинец Дайрон Роблес.
На иберо-американском чемпионате 2012 года в Баркисимето финишировал пятым. Находясь в числе сильнейших колумбийский барьеристов, благополучно прошёл отбор на Олимпийские игры в Лондоне, где в барьерном беге на 110 метров остановился на стадии полуфиналов.
После лондонской Олимпиады Вильяр ещё в течение некоторого времени оставался действующим спортсменом и продолжал принимать участие в крупнейших международных стартах. Так, в 2013 году он отметился выступлением на Боливарианских играх в Трухильо — выиграл здесь серебряную и бронзовую медали в беге на 110 и 400 метров с барьерами соответственно.
Завершил спортивную карьеру по окончании сезона 2015 года.